# Vincent Lavenu
Vincent Lavenu (Briançon, Alts Alps, 12 de gener de 1956) és un director esportiu d'un equip ciclista i antic ciclista francès, que fou professional entre 1983 i 1991.
Durant la seva carrera esportiva combinà el ciclisme en pista, en què destaca una victòria al campionat nacional d'americana de 1984, amb la carretera, on el seu palmarès es limita a un parell d'etapes en curses com la Ruta del Sud i la Volta a Portugal. Un cop retirat com a ciclista, el 1992 passà a desenvolupar tasques de director esportiu i de mànager a l'equip AG2R La Mondiale, antigament anomenat Casino i AG2R Prévoyance.

## Palmarès
- 1979
  - 1r a la Niça-Les Orres-Niça
  - 1r al Circuit des Cévennes
- 1981
  - 1r al Circuit de Saône-et-Loire
- 1984
  -  Campió de França d'americana, amb Michel Charréard
- 1987
  - 1r a la Ronda dels Pirineus mediterranis
- 1988
  - Vencedor d'una etapa a la Volta a Portugal
- 1990
  - Vencedor d'una etapa a la Ruta del Sud

### Resultats al Tour de França
- 1989. 65è de la classificació general